# Melanophryniscus klappenbachi
Melanophryniscus klappenbachi – gatunek płaza bezogonowego z rodziny ropuchowatych.

## Systematyka
Gatunek ten jest jednym z przedstawicieli rodzaju Melanophryniscus zaliczanego do rodziny ropuchowatych (Bufonidae).

## Rozmieszczenie geograficzne
Gatunek ten zamieszkuje północną Argentynę (prowincje Chaco, Santa Fe, Santiago del Estero, Formosa), Paragwaj oraz niewielki przyległy obszar brazylijskiego stanu Mato Grosso do Sul.

## Ekologia
Żyje na wysokości od 50 do 100 m nad poziomem morza.
Jego siedlisko to obszary krzewiaste w biomach Chaco i Pantanal. Niekiedy spotyka się go na pastwiskach.

## Cykl życiowy
Należy do explosive breeders (krótki, intensywny rozród). Rozmnaża się w efemerycznych zbiornikach wodnych. Samica składa jaja w pakietach przyczepianych do zanurzonej w wodzie roślinności.

## Status zagrożenia i ochrona
W Czerwonej księdze gatunków zagrożonych IUCN płaz ten od 2004 roku klasyfikowany jest jako gatunek najmniejszej troski (LC, ang. Least Concern).
Występuje pospolicie. Całkowita liczebność gatunku nie ulega znaczącym zmianom.
IUCN nie wymienia żadnych większych zagrożeń: handel jako zwierzęciem domowym nie wywiera nań istotnego wpływuu, choć organizacja widzi konieczność zwrócenia nań uwagi, jak i na zasięg występowania gatunku. Lokalnie może mu zagrażać urbanizacja.
Gatunek zamieszkuje tereny chronione w Paragwaju i Argentynie.